# Robert Bloch
Pour les articles homonymes, voir Robert Bloch (pilote) et Bloch.
Œuvres principales
- Psychose

Robert Bloch, né le 5 avril 1917 à Chicago et mort le 23 septembre 1994 à Los Angeles, est un écrivain américain, auteur de romans policiers et de nouvelles fantastiques, ayant beaucoup travaillé pour le cinéma et la télévision en tant que scénariste. Il est l'auteur du roman Psychose (Psycho, 1959), adapté au cinéma par  Alfred Hitchcock en 1960.

## Biographie
Fils d'un caissier de banque et d’une assistante sociale, Robert Bloch est né le 5 avril 1917, à Chicago. C'est en voyant Lon Chaney dans Le Fantôme de l'Opéra à l'âge de 8 ans, qu'il se passionne pour le fantastique. À l’âge de dix ans, le jeune Bloch découvre le magazine Weird Tales, des auteurs publiés ce sont surtout les histoires de H. P. Lovecraft qui l’impressionnent.
À l'âge de 15 ans, Robert Bloch entretient une correspondance régulière avec Lovecraft, ce dernier lui prodiguant conseils et encouragements. Bloch s'enhardit en lui  demandant la permission de l'assassiner, littérairement parlant, pouvoir que l'auteur de Providence lui accorde bien volontiers. Lovecraft apparaît ainsi de manière transparente dans la nouvelle Le Visiteur venu des étoiles (The Shambler from the Stars, 1935) en tant que personnage bibliophile qui finit dévoré par une monstrueuse créature extraterrestre. Le « défunt » rend amicalement la pareille à son jeune correspondant dans la nouvelle Celui qui hantait les ténèbres (The Haunter of the Dark, 1936). Tout au long de sa carrière, Bloch témoigne de sa reconnaissance et de son admiration vis-à-vis de Lovecraft, rédigeant également plusieurs nouvelles dans le cadre du mythe de Cthulhu, ensemble de textes littéraires inspirés par l'œuvre lovecraftienne.

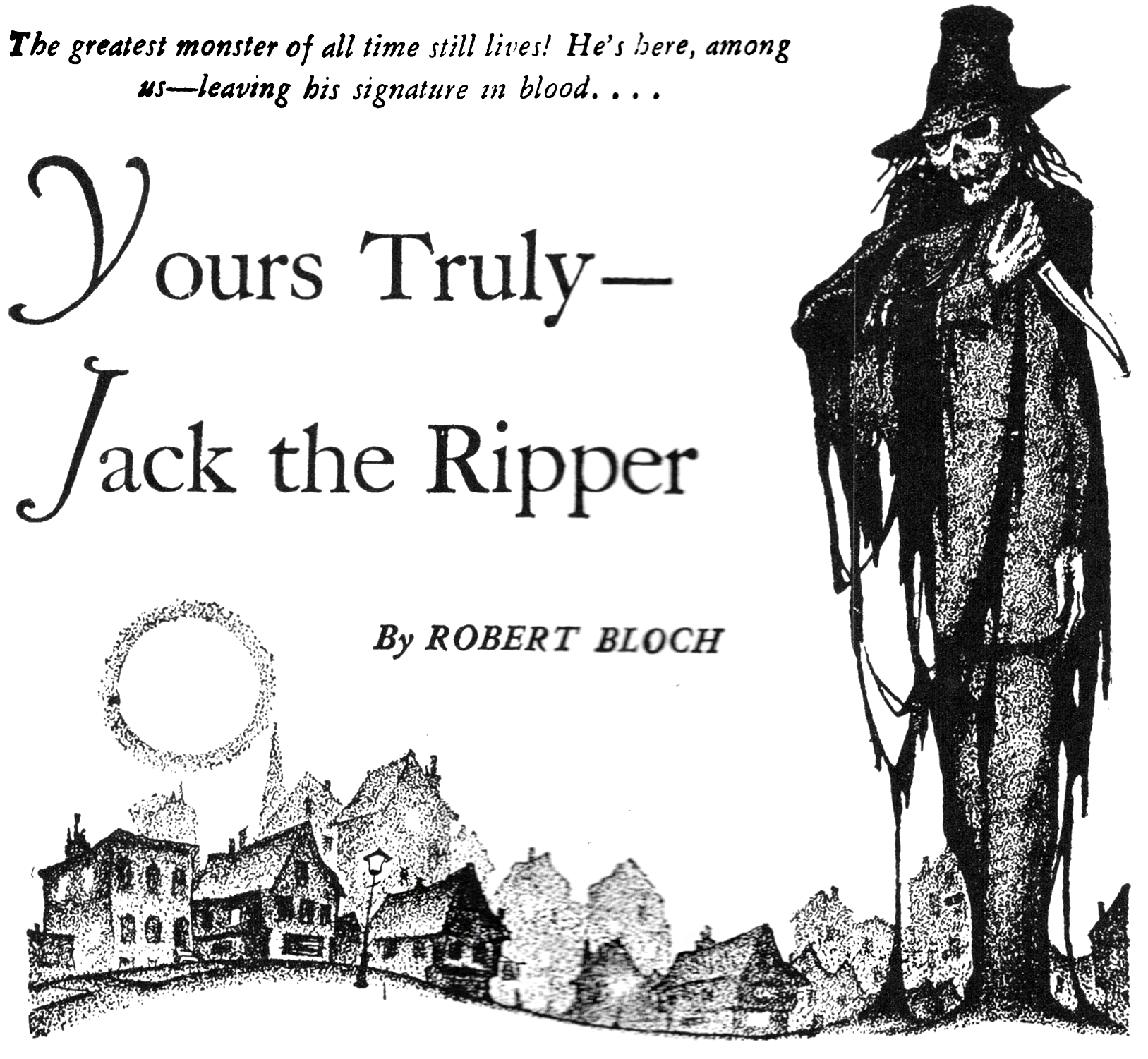
Votre dévoué Jack l'éventreur (Yours truly, Jack the Ripper), nouvelle de Robert Bloch parue dans le pulp Weird Tales, juillet 1943 (illustration de Boris Dolgov).

Sans abandonner totalement l'horreur fantastique, Robert Bloch délaisse ensuite ce genre afin de se consacrer à la littérature policière et au thriller d'horreur psychologique. Il rédige plusieurs histoires autour de Jack l'Éventreur, notamment Votre dévoué Jack l'Éventreur, l'une de ses plus célèbres nouvelles, ainsi que le roman La nuit de l'éventreur.
Bloch utilise les pseudonymes de Tarleton Fiske, Sherry Malone, E.K. Jarvis, Wilson Kane, John Sheldon et Will Folke.
Vers 1940, il travaille comme rédacteur publicitaire pour l'agence Marx Gustav et épouse Marion Holcombe.
En 1942, Bloch crée un de ses personnages les plus populaires, Lefty Feep, qui paraît dans 22 nouvelles dans Fantastic Adventures. C'est un escroc sympathique toujours embarqué dans des combines tordues qui finissent par lui retomber dessus inexorablement. Un seul de ces récits a été traduit en français : La Demi-portion
(The little man who wasn't all there).
Travaillant pour l'agence de publicité Gustav Marx advertising agency, il est contacté par James Doolittle, directeur de campagne de Carl Zeidler, l'assistant du procureur de Milwaukee. On lui demande de travailler sur les discours, la publicité du candidat ;  en collaboration avec Harold Gauer, il organise des « shows électoraux » qui amèneront Zedler à la victoire, mais n'apportent à Bloch ni reconnaissance, ni le salaire escompté. Dans son autobiographie, Bloch rapporte que s'il n'avait pas écrit une petite histoire de vampire intitulée The Cloak pour le magazine Unknown, Carl Zeidler ne serait jamais devenu Maire de Milwaukee.
En 1950, il publie plusieurs romans :  L’écharpe, le Kidnappeur, l'Éventreur, l'Étoile filante.
En 1957, il entend parler à la radio du « Boucher de Plainfield », Ed Gein, qui vient d'être arrêté pour le meurtre de Bernice Worden et chez qui l'on a découvert quelques dizaines d'objets fabriqués à partir de cadavres déterrés dans les cimetières avoisinants. Bloch, qui n'habite pas très loin, se demande ce qui peut pousser un homme à de telles extrémités, l'imagination du romancier se met en marche et il en résulte le roman Psychose (Psycho). Alfred Hitchcock adapte l'œuvre originale au cinéma en 1960.

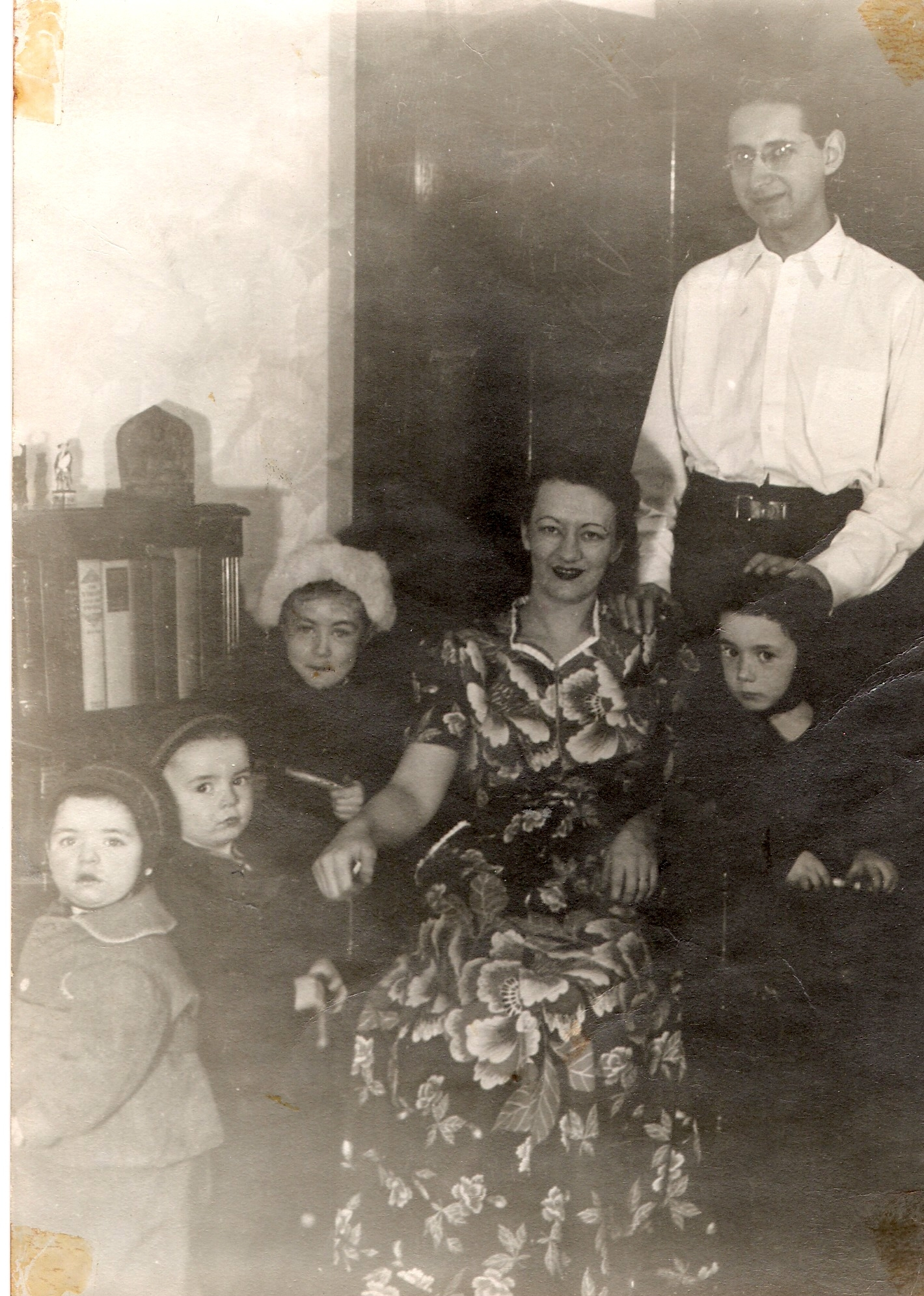
Robert Bloch (debout, en chemise blanche, à droite) en 1943.

Ayant déménagé à Hollywood, Bloch écrit simultanément :
- ses propres romans et nouvelles (voir bibliographie)
- des scénarios pour le cinéma :
  - 1962 : The Couch de Owen Crump
  - 1962 : Le Cabinet du docteur Caligari (The Cabinet of Caligari) de Roger Kay
  - 1964 : La Meurtrière diabolique de William Castle
  - 1966 : Poupées de cendre (The Psychopath) de Freddie Francis
  - 1967 : Le Jardin des tortures (Torture Garden) de Freddie Francis
  - 1972 : Asylum de Roy Ward Baker
- des scénarios ou adaptations pour séries télévisées : 
  - Lock-up (avec Mc Donald Carey)
  - Whispering Smith  (western avec Audie Murphy)
  - Alfred Hitchcock présente (17 épisodes)
  - Thriller  (présenté par Boris Karloff)
  - Star Trek (3 épisodes)
    - 1.07  (1966) La Planète des illusions (What are little girls made of?)
    - 2.07  (1967) Dans les griffes du chat (Catspaw)
    - 2.14  (1967) Un loup dans la bergerie (Wolf in the fold)

  - Darkroom avec James Coburn
- des articles et nouvelles pour des magazines masculins (Playboy, Rogue, Cavalier, Rascal, Swank…)

En 1959, il remporte le prix Hugo pour sa nouvelle That Hell-Bound Train (qui relève plus du fantastique que de la science-fiction).
En 1969, il écrit pour Collier Young (en) (producteur de cinéma et de télévision) la novélisation d'un scénario qui ne sera jamais tourné. Ce dernier publie le texte L'étrange affaire Todd (Nouvelles Éditions Oswald 1985) sous son propre nom, alors que Robert Bloch en a toujours revendiqué l'écriture intégrale.

## Œuvre

### Romans
- The Scarf (1947) Publié en français sous le titre L'Écharpe, Paris, Pac, coll. Red Label no 5, 1977 ; réédition, Paris, NéO no 89, 1983 ; réédition, Paris, Pocket no 9043, 1991
- The Will to Kill (1954) Publié en français sous le titre L'Éventreur, Paris Engrenage no 64 Fleuve noir 1983, réédition, Paris, NéO no 153, 1989 ; réédition, Paris, Pocket no 3344, 1994
- Spiderweb (1954) Publié en français sous le titre La Proie de l'araignée, Paris, Gallimard, Super noire no 31, 1975 ; réédition, Paris, Gallimard, Série noire no 2329, 1993
- The Kidnapper (1954) Publié en français sous le titre Autopsie d'un kidnapping,  Paris Engrenage no 89 Fleuve noir, 1983, réédition Paris, NéO no 148, 1988 ; réédition, Paris, Pocket no 4029, 1992
- Shooting Star (1958) Publié en français sous le titre Étoiles filantes, Paris, Marabout, 1961 ; réédition, NéO no 57, 1983
- Psycho (1959) Publié en français sous le titre Psychose, Paris, Marabout no 277, 1960 ; réédition, Paris, Marabout, Coll. Marabout Géant no 303, 1968 ; réédition, Paris, Marabout, coll. Bibliothèque Marabout no 904, 1979 ; réédition, Paris, Pocket no 9014, 1989
- The Dead Beat (1960) Publié en français sous le titre Le Temps mort, Paris, Marabout no 283, 1961 ; réédition, Paris, NéO no 61, 1983
- Firebug (1961) Publié en français sous le titre L'Incendiaire, Paris, Pac, coll. Red Label no 2, 1977 ; réédition, Paris, NéO no 87, 1983 ; réédition, Paris, 10/18 no 2186, 1991 ; réédition, Paris, Pocket no 2880, 1993
- The Couch (1962) Publié en français sous le titre Psychopathe, Paris, Clancier-Guénaud, coll. Série 33 no 4, 1988
- Terror (1962), illustration par Jerome Podwil
- The Star-Stalker (1968) Publié en français sous le titre Le Crépuscule des stars, Paris, Red Label, 1979 ; Paris, NéO no 100, 1985 ; réédition, Paris, Payot & Rivages, Rivages/Noir no 841, 2011
- The Todd Dossier (1969), signé Collier Young  Publié en français sous le titre L'étrange affaire Todd", Paris, Albin Michel, 1971 ; réédition, Lausanne, Ex-Libris, 1971 ; réédition, Paris, NéO no 104, 1985
- It's All in Your Mind  (1971)
- Sneak Preview  (1971)
- Night-World (1972) Publié en français sous le titre Monde des ténèbres, Paris, Gallimard, Série noire no 1584, 1973
- American Gothic (1974) Publié en français sous le titre Le Boucher de Chicago, Paris, Gallimard, Super noire no 31, 1975 ; réédition, Paris, Gallimard, Série noire no 2293, 1992
- Reunion with Tomorrow (1978)
- Strange Eons (1979) Publié en français sous le titre Retour à Arkham, Paris, NéO no 22, 1980 ; réédition sous le titre Étranges Éons, Saint-Laurent-d'Oingt, éditions Mnémos, 2019
- There is a Serpent in Eden (1979) Publié en français sous le titre Un serpent au paradis, Paris, Fayard, Fayard Noir no 22, 1982 ; réédition, Paris, Édito-Service, coll. Les Classiques du crime, 1982 ; réédition, Paris, Pocket no 4030, 1992
- Psycho 2 (1982) Publié en français sous le titre Psychose 2, Paris, Engrenage no 53 Fleuve noir, 1982 ; réédition, Paris, NéO no 144/145, 1988
- Night of the Ripper (1984) Publié en français sous le titre La Nuit de l'éventreur, Paris, Sinfonia, 1986, illustrée par Jean-Claude Claeys ; réédition, Paris, Clancier-Guénaud, coll. Série 33 no 11, 1989 ; réédition, Paris, Pocket no 4028, 1992.
- Lori (1989) Publié en français sous le titre Lori, Paris, Pocket no 9027, 1993
- Psycho House (1990) Publié en français sous le titre Psychose 13, Amiens, Encrage, coll. Effrois no 2, 1990 ; réédition, Paris, Pocket no 9044, 1991
- The Jekyll Legacy (1991), en collaboration avec Andre Norton, d'après le personnage créé par Robert Louis Stevenson. Publié en français sous le titre L'Héritage du docteur Jekyll, Paris, J'ai lu no 3329, 1992

### Recueils de nouvelles
| - Aux portes de l'épouvante (Ed.Marabout 354, 1970) en collaboration avec Ray Bradbury Ce volume contient : - - L'Ombre du clocher - La Grimace de la goule - Petites Créatures de l'horreur - La Sentence druidique - Une question de cérémonial - L'Homme qui criait au loup - Parlez-moi d'horreur (Ed.Marabout 425, 1973 puis Ed.Néo 49, 1982) Ce volume contient : - - Marché noir (Black Bargain) - Les Créatures de Barsac (The Beasts of Barsac) - La Fille de Mars (The Girl from Mars) - L'intrigue, il n'y a que ça ! (The Plot is the Thing) - La Belle ou la Bête ? (Beauty's Beast) - Machin-Machine-Malchance (Tell your Fortune) - Les Esprits inventifs (A Good Imagination) - Les Fiançailles de l'innommable (The Unspeakable Betrothal) - Bienvenu, l'ami ! Welcome Stranger) - L'Esprit indien (The Indian Spirit Guide) - La Vengeance du Tchen Lam (The Tchen-Lam's Vengeance) - Des questions de principe (The Old College Try) - Contes de terreur (Opta no 12, Collection Aventures Fantastiques, 1974, illustré par Moebius) (Réédition : Pocket no 9126, collection Terreur, 1994) Ce volume contient : - - Le Chasseur de têtes (The Head Hunter), 1974 - Dominick (Method for Murder), 1962 - L'Intouchable (Untouchable), 1962 - Surgelé (Frozen Fear), 1946 - Le Crâne du Marquis de Sade (The Skull of the Marquis of Sade), 1945 - L'Improbable Vêtement (The Weird Tailor), 1950 - La Hache (Lizzie Borden Took an Axe), 1946 - La Reconnaissance du diable (The Devil's Ticket), 1944 - Une question de vie (A Matter of Life), 1960 - Une épouse modèle (The Model Wife), 1961 - L'Homme qui collectionnait Poe (The Man Who Collected Poe), 1951 - Une imagination fertile (A good imagination), 1956 - La Machine à écrire (The Ghost Writer), 1940 - Bobo (The Animal Fair), 1974 - Terreur dans la nuit (Terror in the Night), 1956 - La Dame en rouge (Luck is no Lady), 1957 - L'Ami Roderick (The Real Bad Friend), 1957 - Jettatura (Double Whammy), 1970 - Le Lotus noir (Black Lotus), 1948 - Une souris et des rats (Water's edge), 1956 - Le croque-mitaine viendra te chercher (The Bogey Man Will Get You), 1946 - Le Phonographe de Satan (Satan's Phonograph), 1946 - Le Cœur de Lisa (Change of Heart), 1948 - Un retour au pays natal (A Home Away From Home), 1961 - À chacun son hobby (Man With a Hobby), 1957 - Cours du soir (Night School), 1959 - Pin-up Girl (Pin-Up Girl), 1960 - La rime ne paie pas (Rhyme Never Pays), 1957 - L'Épingle (The Pin), 1953 - Le Collier (String of Pearls), 1956 - La Boîte à maléfices (Ed.Casterman, 1981) (Presses Pocket, collection Science-Fiction, no 5321, 1989) Ce volume contient : - - Monsieur Steinway (Mr. Steinway), 1954 - Console-moi, mon robot (Comfort me, my Robot), 1955 - Maudit sois-tu, docteur Fell (I Do not Love Thee, Dr Fell), 1955 - On se trompe peut-être (You Could Be Wrong), 1955 - J'embrasse ton ombre... (I kiss your shadow), 1956 - Ève au pays des merveilles (All on a golden afternoon), 1956 - La Belle endormie (Sleeping beauty / The sleeping redheads), 1958 - Le Coin des gorges chaudes (The Gloating Place), 1959 - Le Monde de l'écran (The movie people), 1969 - Chez le dingue (The Funny Farm), 1971 - Dans les siècles des siècles, ainsi soit-il (Forever and Amen), 1972 - La Maladie des entêtés (A Case of the Stubborns), 1976 - La Scène finale (Ed.Néo 34, 1982) recueil de Jean-Baptiste Baronian - Le Démon noir (Ed.Clancier-Guénaud, Collection Au troisième œil no 1, 1982) Ce volume contient : - - Le Secret de la tombe (The secret in the Tomb, Weird Tales mai 1935) - L'Expérience de James Allington (The Suicide in the Study, Weird Tales juin 1935) - Le Dieu sans visage (The Faceless God, Weird Tales mai 1936) - Le Démon noir (The Dark Demon, Weird Tales novembre 1936) - La Créature de l'horreur (The Manikin, Weird Tales avril 1936) - Le Secret de Sebek (The Secret of Sebek, Weird Tales novembre 1937) - Le Sanctuaire du pharaon noir (Fane of Black Pharaoh, Weird Tales décembre 1937) - Préface à Satan's servants (Something about cats and other pieces, Arkham house, 1949) - Les Serviteurs de Satan (Satan's servants, Arkham House 1949) - Le Dieu des abysses (Terror in cut-throat cove, Fantastic, juin 1958) - Notes de Lovecraft (Time travelling with Lovecraft, 1976) - Un brin de belladone (Ed.Casterman, 1983), puis réédition sous le titre Frère de la chauve-souris (Denoël, collection Présence du fantastique, no 28, 1992) Ce volume contient : - - Retour au sabbat (Return to the Sabbath), 1938 - Frère de la chauve-souris (The Bat is My Brother), 1944 - Enoch (Enoch), 1946 - Chapardage (Catnip), 1948 - Le Tunnel des amoureux (The Tunnel of Love), 1948 - La Maison affamée (The Hungry House), 1951 - Les Fabricants de rêves (The Dream Makers), 1953 - Sweet sixteen (Sweet Sixteen), 1958 - L'Œil avide (The hungry eye), 1959 - Un fabuleux talent (Talent), 1960 - Un crime des plus singuliers (A Most Unusual Murder), 1976 - Nina (Nina), 1977 - Les Yeux de la momie (Éditions NéO, Collection Fantastique Science-Fiction Aventures, no 97, 1984) (Anthologie de François Truchaud) - Le Train pour l'enfer (Éditions NéO, Collection Fantastique Science-Fiction Aventures, no 109, 1984) (Anthologie de François Truchaud) - Nounours est pyromane (Éditions NéO, Collection Fantastique Science-Fiction Aventures, no 115, 1984) (Anthologie de François Truchaud) Ce volume contient : - - Le Joyeux Farceur (Deadly Joker), 1963 - Tout en famille (All in the Family), 1966 - La Capsule du temps (Life in our time), 1966 - Un jouet pour Juliette (A Toy for Juliette), 1967 - Un vampire sur mesure (The Living Dead), 1967 - Nounours est pyromane (The Gods are not Mocked), 1968 - Tu ne fais jamais rien de bien (The Man Who Never Did Anything Right), 1968 - Groovyland (Groovyland), 1969 - Tout est dans le jeu (The Play's the Thing), 1971 - Regarde comme elles courent (See How They Run), 1973 - Mais d'abord ces mots (But First These Words), 1977 - Ce que tu vois, c'est ce qui t'attend (What You See is What You Get), 1977 - La Foire aux monstres (Freak Show), 1979 - Celui qui ferme la voie (The Closer of the Way), 1977 | - Terreur sur Hollywood (Ed.Clancier-Guénaud, Collection Au troisième œil no 2, 1984) Ce volume contient : - - Terreur sur Hollywood (Terror over Hollywood, Fantastic Universe, juin 1957) - Soirée d'adieu (Final Performance, Shock, septembre 1960) - La Fin de la science-fiction (The End of Science-Fiction, Other Worlds, septembre 1951) - Mars ou crève ! (Strictly from Mars, Amazing Stories, février 1948) - Double-jeu (Double Cross, octobre 1959) - Que le spectacle continue (The show must go on, janvier 1960) - Rapport de lecture (Memo to a movie-maker, Dude, septembre 1960) - Ne bipez plus, Milady (Beep no more My Lady, Fantastic Universe, mars 1960) - La Brocante de l'horreur (Shambles of Ed Gein, "I, Witness", 1962) - La Quatrième Dimension (J'ai Lu no 1530, 1984) novélisation du film homonyme Ce volume contient : - - Bill (d'après une histoire de John Landis) - Valentin (d'après une histoire de George Clayton Johnson, scénario de Richard Matheson) - Helen (d'après une histoire de Jérome Bixby, scénario de Richard Matheson) - Bloom (d'après une histoire de Richard Matheson) - Récits de terreur (Ed.Clancier-Guénaud, Collection Au troisième œil no 3, 1985) Ce volume contient : - - Le Festin dans l'abbaye (The Feast in the Abbey, Weird Tales, janvier 1935) - Celui qui ouvre la voie (The Opener of the Way, Weird Tales, octobre 1936) - La Mère des serpents (Mother of Serpents, Weird Tales, décembre 1936) - Les Canaris du mandarin (The Mandarin's Canaries, Weird Tales, septembre 1938) - Le Chien de Pedro (The Hound of Pedro, Weird Tales, novembre 1938) - Figures de cire (Waxworks, Weird Tales, janvier 1939) - Le Cachet du violoniste (The Fiddler's Fee, Weird Tales, juillet 1940) - Un chevalier plutôt cavalier (A Good Knight's Work, Unknown Worlds, octobre 1941) - Un aller simple pour Mars (One Way to Mars, Weird Tales, juillet 1945) - L'Homme qui criait au loup (Éditions NéO, collection Fantastique Science-Fiction Aventures, no 147, 1985) (Anthologie de François Truchaud) Ce volume contient : - - La Sentence druidique (The Druidic Doom), 1936 - La Grimace de la goule (The Grinning Ghoul), 1936 - Esclave des flammes (Slave of the Flames), 1938 - Petites créatures de l'horreur (Mannikins of Horror), 1939 - La Demi-Portion (The Little Man Who Wasn't All There), 1942 - Une question de cérémonial (A Question of Etiquette), 1942 - L'Homme qui criait au loup (The Man Who Cried Wolf), 1945 - Tribut floral (Floral Tribute), 1949 - Vivre avec son temps (Dead-End Doctor), 1956 - Vœu tragique (Block that Metaphor), 1958 - La Double Chute (The Perfect Crime), 1961 - La Photographie (Picture), 1978 - Négritude (Crook of the Month), 1978 - La Nuit avant Noël (The Night before Christmas), 1980 - Les cadavres ne meurent jamais (Ed.Clancier-Guénaud, Collection Au troisième œil no 5, 1986) Ce volume contient : - - Les 5 Cartes de la mort (Death has five Guesses, Strange Stories, avril 1939) - Une question d'identité (A question of Identity, Strange Stories, avril 1939) - La Mare sans fond (The Bottomless Pool, Strange Stories, avril 1939) - Le Sceau du satyre (The Seal of the Satyr, Strange Stories, juin 1939) - Les cadavres ne meurent jamais (The Dead Don't Die, Fantastic Adventures, juillet 1951) - La Crypte de l'horreur (Ed.Clancier-Guénaud, Coll. Au troisième œil no 6,1987) Ce volume contient : - - Le Totem maudit (The Totem Pole, Weird Tales, août 1939) - La Crypte de l'horreur (The Creeper in the Crypt, Weird Tales, juillet 1937) - Le Squelette vivant (The Skeleton in the Closet, Fantastic adventures, mai 1943) - La Malédiction de la maison (The Curse of the House, strange Stories, février 1939) - Le Corps et l'esprit (The Body and the Brain, strange Stories, août 1939, avec Henry Kuttner) - Le Diable et ses pompes (The Shoes, Unknown Worlds, février 1942) - Tête à tête (A Head for His Bier, Dime Mystery, juillet 1947) - À dire vrai... (The Man Who Told the Truth, weird tales, juillet 1946) - Le Savant fou (The Mad Scientist, Fantastic Adventures, septembre 1947) - La Réception (The Night They Crashed the Party, weird Tales, novembre 1951) - Le Maître du passé (Ed.Clancier-Guénaud Collection Série 33 no 14, 1988) Ce volume contient : - - C'est arrivé demain (It Happened Tomorrow, Astonishing Stories, février 1943) - La Pension des monstres (Unheavenly Twin, Strange Stories, juin 1939) - Une dent contre lui (Tooth or consequences, Amazing Stories, mai 1950) - J'aime les blondes (I Like Blondes, Playboy, janvier 1956) - La Machine qui changea l'histoire (The Machine That Changed History, Sciene fiction, juillet 1943) - C'est pas sorcier (The Sorcerer's Jewel, Strange Stories, février 1939) - Édifice complexe (Edifice Complex, Escapade, février 1958) - Le Maître du passé (The past Master, Blue Book, janvier 1955) - Abominations (Ed. Sinfonia, 1987) illustré par Jean-Claude Claeys - Les Mystères du ver (Ed.Oriflam, 1998, collection Nocturnes) - Embarquement pour Arkham (Pocket no 5542, 1994) Ce volume contient : - - Le Secret de la tombe (The Secret in the Tomb, Weird Tales mai 1935) - L'Expérience de James Allington (The Suicide in the Study, Weird Tales juin 1935) - La Créature de l'horreur (The Manikin, Weird Tales avril 1936) - Le Dieu sans visage (The Faceless God, Weird Tales mai 1936) - La Grimace de la goule (The Grinning Ghoul, Weird Tales juin 1936) - Le Démon noir (The Dark Demon, Weird Tales novembre 1936) - La Crypte de l'horreur (The Creeper in the Crypt, Weird Tales juillet 1937) - Le Secret de Sebek (The Secret of Sebek, Weird Tales novembre 1937) - Le Sanctuaire du pharaon noir (Fane of Black Pharaoh, Weird Tales décembre 1937) - Les Serviteurs de Satan (Satan's servants, Arkham House 1949) - Les Fiançailles de l'innommable (The Unspeakable Betrothal, Avon Fantasy Reader no 9 1948) - Le Dieu des abysses (Terror in Cut-Troat Cove, Fantastic juin 1958) - Dossier "Bloch et Lovecraft" - Psychomanias (anthologie de Stéphane Bourgoin au Fleuve noir - Super poche no 16, 1994) - Les Hurleurs, Paris, Mille et une nuits, La Petite Collection no 323, 2002 - L'Homme qui collectionnait Edgar Poe (Lefrancq) illustré par René Follet - Le Tueur stellaire (Ed. Christian Bourgois,1975) in Légendes du mythe de Cthulhu avec Lovecraft, Colin Wilson, August Derleth ... |

### Sélection de nouvelles
- La Demi-portion (1942).
- À l'aube du grand soir, 1961 ((en) Daybroke, 1958)Également titré Le jour se lève.
- Un jouet pour Juliette, in anthologie Dangereuses Visions (1967).

### Recueils de nouvelles et autres ouvrages en anglais

#### En tant qu'auteur[4]
- 1945 : Youth Madness de Stanton A. Coblentz & The Secret of Sebek de Robert Bloch
- 1958 : Dragons and Nightmares  (Mirage Press, voyager series)
- 1960 : Pleasant Dreams (Jove Publ.)
- 1977 : The King of Terror (Mysterious Press)
- 1979 : Out of the Mouths of Graves (Mysterious Press)
- 1986 : Unholy Trinity (scream press) illustr. Harry O. Morris
- 1987 : Lost in time and space with Lefty Feep (Ed.Creatures at Large)
- 1987 : The Selected Stories (Underwood Miller) -  (3 tomes : 1. Final Reckonings  2. Bitter Ends  3. Last Rites)
- 1989 : Screams (Underwood Miller) The Will to Kill - Firebug - The Star Stalker
- 1991 : Yours truly, Jack the Ripper (Pulphouse Publishing no 6)
- 1992 : The Skull of Marquis de Sade (Pulphouse Publishing no 31)
- 1998 : Flowers from the moon & other Lunacies (Arkham  House Publishers)
- 2005 : The Fear Planet (Subterranean Press)

En 1995, Richard Matheson publia (chez TOR) en tant qu'éditeur un recueil (intitulé Appreciations of a master) des meilleures nouvelles fantastiques de Robert Bloch (Enoch, Hell-bound Train, Your truly Jack the ripper ...), chaque texte étant préfacé par un de ses amis (Ray Bradbury, Stephen King, Brian Lumley, Arthur C. Clarke, Christopher Lee, William Peter Blatty...)

#### En tant qu'éditeur
- 1976 : The Best of Fredric Brown  (Nelson Doubleday Inc)
- 1994 : Monsters in our Midst (Robert Hale)  avec Lawrence Block, Charles Grant, Jack Williamson ...

### Adaptations en bandes dessinées
- 1972 : Yours Truly...Jack the Ripper, dessin Gil Kane et Ralph Reese, scénario Ron Goulart (Ed. Marvel Comics, Journey into Mystery no 2)
- 1972 : The Shambler from the stars, dessin Jim Starlin et Tom Palmer, scénario Ron Goulart (Ed. Marvel Comics, Journey into Mystery no 3)
- 1973 : The Shadow from the steeple, dessin Rich Buckler, scénario Ron Goulart (Ed. Marvel Comics, Journey into Mystery no 5)
- 1973 : The man who cried werewolf!, dessin Pablo Marcos, scénario Gerry Conway (Ed. Marvel Comics, Monsters Uneashed! no 1)
- 1974 : The living dead, dessin Alan Kupper & Mick Giordano, scénario Roy Thomas (Ed. Marvel Comics, Vampires tales no 5)
- 1985 : Hell on earth (Ed. DC Comics, dessin Keith Giffen, scénario Robert Loren Fleming)
- 1992 : Psycho (Ed.Innovation,  dessin Felipe Echevarria, scénario Matt Thompson)

### Essais et fanzines
- 1985 : Horror Show (volume 3, issue 4, fall 1985) spécial Bloch avec interview
- 1991 : Weird Tales no 300 (spring 1991) spécial Bloch, avec Henry Kuttner, illustrations Gahan Wilson
- 1993 : Mystery scene no 40 : building the Bates Motel